# 스윗게릴라즈
스윗게릴라즈(Sweet Guerillaz)는 2007년 대한민국 청주시에서 결성된 펑크 밴드이다.

## 구성원

### 현재
- 양정모 - 베이스 & 보컬

한상주 - 기타
김응기 - 기타2
이황룡 - 드럼

## 음반 목록

### 정규 앨범
- Follow The Rainbow (2008)

### 비정규 앨범
- Acoustic Demo (2007)
- Keep Your Way (2007)